# Sam McCallum
Sam Benjamin McCallum (ur. 2 września 2000 w Canterbury) – angielski piłkarz występujący na pozycji obrońcy w angielskim klubie Queens Park Rangers. Wychowanek Herne Bay, w trakcie swojej kariery grał także w takich zespołach, jak Coventry City oraz Norwich City.